# Березовка (Єлецький район)
Березовка (рос. Березовка) — присілок у Єлецькому районі Липецької області Російської Федерації.
Населення становить 23 особи. Належить до муніципального утворення Казацька сільрада.

## Історія
З 13 червня 1934 до 26 вересня 1937 року у складі Воронезької області, у 1937-1954 роках — Орловської області. Відтак входить до складу Липецької області.
Згідно із законом від 2 липня 2004 року №114-оз органом місцевого самоврядування є Казацька сільрада.

## Населення
| 2010 |
| ---- |
| 23   |